# Sardana

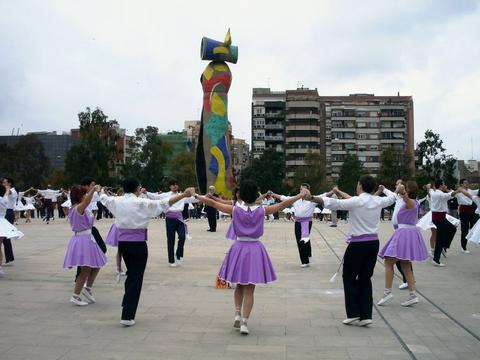
Sardana w Barcelonie

Sardana - narodowy taniec kataloński, symbol solidarności i jedności Katalończyków.
Tancerze powolnie chodząc trzymają się za ręce tworząc koło. Pomniki przedstawiające tańczących znajdują się w Barcelonie, Lloret de Mar i Calelli.
Obecnie tańce Sardany w Katalonii odbywają się cotygodniowo w soboty, natomiast w Lloret de Mar mieszkańcy tańczą Sardanę także w okresie lokalnego święta Św. Krystyny, które przypada na 24 lipca. W Calelli jest tańczona w niedziele wieczorem. Taniec ten, tańczony przede wszystkim przez ludzi starszych, kontrastuje z tysiącami - przeważnie młodych - turystów Lloret de Mar.